# Ministerstwo Transportu Federacji Rosyjskiej
Ministerstwo Transportu Federacji Rosyjskiej (ros. Министерствo транспорта Российской Федерации) – federalny organ wykonawczy w dziedzinie transportu, wykonujący funkcje w zakresie opracowywania polityki państwowej i regulacji normatywno-prawnych w sferze lotnictwa cywilnego, użytkowania przestrzeni powietrznej i służb żeglugi powietrznej dla użytkowników przestrzeni powietrznej Federacji Rosyjskiej, lotniczej i kosmicznej działalności poszukiwawczo-ratowniczej, transportu morskiego (w tym działalności portów morskich), śródlądowego, kolejowego, samochodowego (w tym realizacji kontroli transportu na przejściach granicznych Federacji Rosyjskiej), transportu drogowego, miejskiego naziemnego elektrycznego i przemysłowego, zarządzania drogami, eksploatacji i bezpieczeństwa morskich obiektów hydrotechnicznych, zapewniania bezpieczeństwa transportu, a także państwowej rejestracji praw do statków powietrznych oraz organizacji ruchu drogowego w zakresie środków organizacyjno-prawnych dla zarządzania ruchem na autostradach.